# Shady Point
Shady Point és un poble dels Estats Units a l'estat d'Oklahoma. Segons el cens del 2000 tenia 848 habitants.

## Demografia
Segons el cens del 2000, Shady Point tenia 848 habitants, 306 habitatges, i 241 famílies. La densitat de població era de 128,4 habitants per km².
Dels 306 habitatges en un 35,9% hi vivien nens de menys de 18 anys, en un 66% hi vivien parelles casades, en un 9,5% dones solteres, i en un 21,2% no eren unitats familiars. En el 20,6% dels habitatges hi vivien persones soles el 10,1% de les quals corresponia a persones de 65 anys o més que vivien soles. El nombre mitjà de persones vivint en cada habitatge era de 2,77 i el nombre mitjà de persones que vivien en cada família era de 3,19.
Per edats la població es repartia de la següent manera: un 29,6% tenia menys de 18 anys, un 10,3% entre 18 i 24, un 25,5% entre 25 i 44, un 22,2% de 45 a 60 i un 12,5% 65 anys o més.
L'edat mediana era de 33 anys. Per cada 100 dones de 18 o més anys hi havia 91,3 homes.
La renda mediana per habitatge era de 24.453 $ i la renda mediana per família de 31.250 $. Els homes tenien una renda mediana de 23.906 $ mentre que les dones 18.036 $. La renda per capita de la població era de 13.091 $. Entorn del 19,7% de les famílies i el 23,8% de la població estaven per davall del llindar de pobresa.

## Poblacions més properes
El següent diagrama mostra les poblacions més properes.